# Bills, Bills, Bills
"Bills, Bills, Bills" este un cântec al formației americane Destiny's Child. A fost scris de membrele formației Beyoncé Knowles, LeToya Luckett, LaTavia Roberson și Kelly Rowland, împreună cu Kandi Burruss și Kevin "She'kspere" Briggs și a fost inclus pe cel de-al doilea album al formației, The Writing's on the Wall (1999).

## Clasamente și certificări

### Certificări
| Regiune              | Certificări | Vânzări |
| -------------------- | ----------- | ------- |
| Regatul Unit (BPI)   | Argint      | 200.000 |
| Statele Unite (RIAA) | Aur         | 900.000 |
|                      |             |         |